# Anicla incivis
Anicla incivis är en fjärilsart som beskrevs av Achille Guenée 1852. Anicla incivis ingår i släktet Anicla och familjen nattflyn. Inga underarter finns listade i Catalogue of Life.